# Latécoère 25
Il Latécoère 25 era un aereo postale e trasporto passeggeri ad ala alta a parasole sviluppato dall'azienda aeronautica francese Forges et Ateliers de Construction Latécoère nei primi anni venti.
Derivato dal pari ruolo Latécoère 17 venne impiegato dalla compagnia aerea della società francese, la Lignes Aériennes Latécoère, dalla Air France e dalla Aeroposta Argentina, sussidiaria argentina della Aéropostale.

## Utilizzatori
Argentina
- Aeroposta Argentina

 Francia
- Air France
- Lignes Aériennes Latécoère

## Esemplari attualmente esistenti
Esiste un unico Latécoère 25 sopravvissuto fino ai nostri giorni. Si tratta dell'esemplare esposto al pubblico presso le strutture del Museo Nacional de Aeronáutica de Argentina di Morón, Provincia di Buenos Aires. Il velivolo, un 25-3-R, c/n 603 e marche F-AIEH, operò nella compagnia aerea Aeroposta Argentina S.A. e fu utilizzato dal pilota Jean Mermoz per superare la cordigliera delle Ande il 28 novembre 1928.
Tuttavia esiste anche una replica volante, realizzata per essere utilizzata in alcune scene del film La puta y la ballena, ultima pellicola diretta nel 2004 dal regista argentino Luis Puenzo. Il velivolo è frutto di una fedele riproduzione in scala 1:1 basata sullo studio del 25-3-R conservato al Museo Nacional de Aeronáutica.